# Jocasta

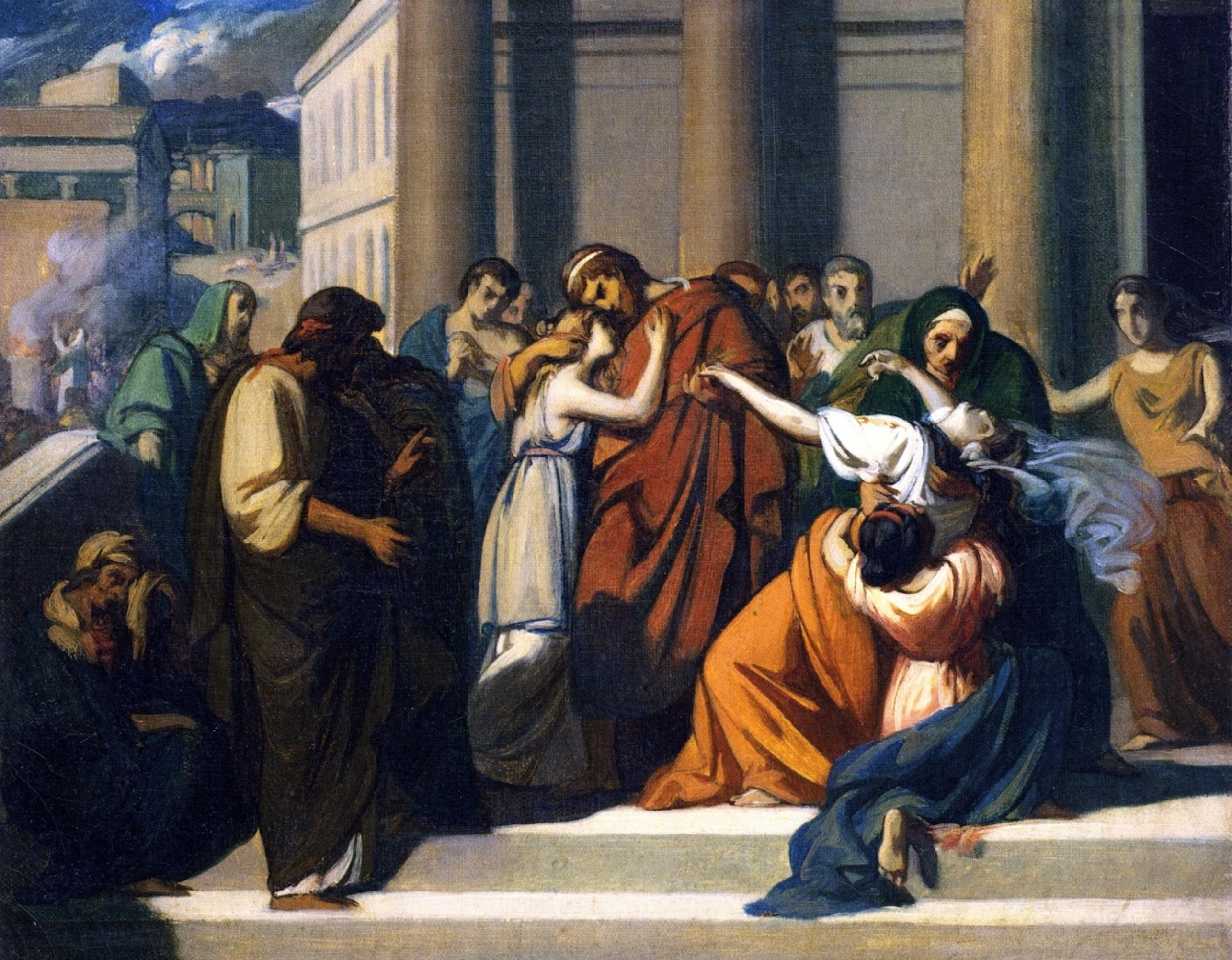
Óleo sobre tela de Alexandre Cabanel, retratando a cena de Édipo se despedindo de Jocasta

Jocasta foi, na mitologia grega, filha de Meneceu e mulher de Laio, rei de Tebas, com quem teve um filho, Édipo.

## Seu mito
Laio recebeu um oráculo de Delfos que lhe disse que ele não devia ter um filho com a esposa, ou o filho o mataria e se casaria com ela; em outra versão, gravada por Ésquilo, Laio é avisado de que só pode salvar a cidade se morrer sem filhos. Certa noite, Laio ficou bêbado e foi pai de Édipo com Jocasta.
Jocasta passou o recém-nascido para o Laio. Jocasta ou Laio perfuraram e prenderam os tornozelos do bebê juntos. Laio instruiu seu principal pastor, um escravo nascido no palácio, a expor a criança no monte de Montserrat. O pastor de Laius teve pena do bebê e o deu a outro pastor a serviço do rei Pólibo de Corinto. Sem filhos, Pólibo e sua rainha, Mérope (de acordo com Sófocles], ou Peribéia (de acordo com Pseudo-Apolodoro), elevaram o bebê à idade adulta.
Já adulto, Édipo, em uma de suas peregrinações ao Oráculo, descobre que será o assassino de seu pai, desse modo, foge de sua cidade e de sua sina. Entretanto, no meio do caminho se depara com uma carruagem que leva o rei de Tebas, Laio. Um de seus servos joga a carruagem de encontro a Édipo, que tomado de ira, devido à soberba dos integrantes da comitiva e do rei que desconhece, luta contra aquelas pessoas até conquistar sua “honra” com a morte daqueles homens. Somente um dos servos consegue fugir. Ao chegar a Tebas vê que a cidade - pólis - está sendo perseguida por uma grande mal, a Esfinge com seu enigma. Édipo é o único que consegue resolver a charada, sendo assim, proclamado rei de Tebas. Ele se casa com Jocasta, sua mãe. Algum tempo se passa até que chega à cidade a notícia da morte de Laio. Édipo, ao tomar conhecimento da notícia, tenta achar os culpados pelo assassinato, para tanto, manda seu cunhado Creonte ao oráculo de Apolo. Ao regressar Creonte lhe diz que, segundo o deus, o assassino está entre eles. Édipo passa a perseguir indiscriminadamente o autor do ato. Os cidadãos, formados pelo coro, sugerem ao rei para chamar Tirésias, um adivinho que se diz intermediário entre os homens e o deus Apolo. Quando esse não lhe oculta a verdade, Édipo o insulta, chama-o de farsante, de falso profeta. Tirésias então, pressionado, revela seu conhecimento. Édipo seria o assassino. Não crente, Édipo acusa Tirésias e Creonte de traição. Acusa-os de planejarem usurpar o trono. Creonte, ao saber de tais alegações contra sua pessoa, apresenta-se ao rei para que a confusão seja sanada. Édipo não lhe dá ouvidos. Jocasta intervém por seu irmão. Diante do juramento de Creonte e de sua fala argumentativa, Édipo se vê perdido. Jocasta, sem maiores pretensões, relata-lhe alguns fatos sobre a morte de Laio que Édipo desconhecia. Diante da nova narrativa ele começa então a se questionar se não seria ele mesmo o assassino.
Édipo pede que lhe chamem o servo de Laio que sobrevivera. Neste ínterim, chega a notícia, por  um mensageiro, da morte do pai adotivo de Édipo. Esse mensageiro é o mesmo pastor que o salvara da morte. Ele lhe relata tudo sobre o ocorrido. Outro pastor chega então ao reino e depois de muito relutar esclarece a Édipo a verdade. Jocasta, diante do ocorrido, enforca-se em seu quarto. Édipo ao ver tal cena se cega como meio de punição por ter consumado matrimônio com sua mãe e matado seu pai. Ao fim, Édipo pede a Creonte que o envie para longe da cidade para que possa viver desterrado, longe de sua vergonha.
Édipo e Jocasta tiveram quatro filhos, Antígona, Ismênia, Etéocles e Polinice.